# فولتا أستورياس 2022
فولتا أستورياس 2022 (بالإسبانية: Vuelta a Asturias 2022) هو سباق دراجات هوائية من فئة سباق المرحلة، وهو الموسم الرابع والستين من فولتا أستورياس، وأقيم خلال الفترة من 29 أبريل 2022، وحتى 1 مايو 2022.
فاز بالمركز الأول إيفان سوسا، وبالمركز الثاني لورينزو فورتوناتو، وبالمركز الثالث نيكولاس ايديت، وكان الفائز حسب السرعة خيسوس إيزكيرا، وفاز سيمون ييتس في ترتيب النقاط، وكان الفائز حسب النقاط للشباب Igor Arrieta ‏، وكان الفائز في تصنيف الجبال إسحاق كانتون ‏، وفاز فورتنيو سامسيك في ترتيب الفرق.

## الفرق
| فرق عالمية (2)- Movistar Team - BikeExchange-Jayco فرق برو (7)- Arkéa-Samsic - برجس بي إتش 2022 ‏ - كاجا رورال-سيغوروس 2022 ‏ - فريق إيولو كوميت لركوب الدراجات 2022 ‏ - أوسكالتيل أوسكادي 2022 ‏ - كيرن فارما 2022 ‏ - TotalEnergies فرق قارية (6)- Louletano Desportos Clube (cycling) ‏ - BAI–Sicasal–Petro de Luanda ‏ - إيفابيل سيلينج 2022 ‏ - إلكترو هايبر يوروبا-كالداس 2022 ‏ - جافا كيوي أتلانتيكو 2022 ‏ - Manuela Fundación ‏ |  |
| |  |

## المراحل
| قائمة المراحل | قائمة المراحل | قائمة المراحل               | قائمة المراحل      | قائمة المراحل | قائمة المراحل   | قائمة المراحل |
| المرحلة       | التاريخ       | الدورة                      |                    | المسافة (كم)  | الفائز بالمرحلة | القائد العام  |
| ------------- | ------------- | --------------------------- | ------------------ | ------------- | --------------- | ------------- |
| مرحلة 1       | 29 أبريل      | أبيط – La Pola ‏             | مرحلة جبلية متوسطة | 168٫9         | سيمون ييتس      | سيمون ييتس    |
| مرحلة 2       | 30 أبريل      | Candás ‏ – كانغاس ديل نارثيا | مرحلة جبلية        | 202           | إيفان سوسا      | إيفان سوسا    |
| مرحلة 3       | 1 مايو        | كانغاس ديل نارثيا – أبيط    | مرحلة جبلية        | 120٫5         | سيمون ييتس      | إيفان سوسا    |

## النتيجة

### مرحلة 1
هي مرحلة جبلية متوسطة، أقيمت في 29 أبريل 2022، وامتدّت لمسافة 168.9 كيلومتر. فاز بالمرحلة سيمون ييتس، وكان متصدر الترتيب العام في نهاية المرحلة سيمون ييتس، وكان المتصدر حسب ترتيب النقاط سيمون ييتس، وكان المتصدر في ترتيب التسلق إسحاق كانتون ‏، وتصدر ترتيب السرعة Tomás Contte ‏، وتصدر ترتيب النقاط للشباب Kévin Vauquelin ‏، ومتصدر ترتيب الفرق 2022 بايك إكسشاينج جيكو.
| التصنيف العام | التصنيف العام     | التصنيف العام   | التصنيف العام           | التصنيف العام |  |
| العداء        | العداء            | البلد           | الفريق                  | الوقت         |  |
| ------------- | ----------------- | --------------- | ----------------------- | ------------- |  |
| 1             | سيمون ييتس        | المملكة المتحدة | Team BikeExchange-Jayco | 4 س 26 د 34 ث |  |
| 2             | فينتشنزو ألبانيز  | إيطاليا         | إيولو كوميت ‏            | + 18 ث        |  |
| 3             | الكسيس فويليرموز  | فرنسا           | TotalEnergies           | + 20 ث        |  |
| 4             | Jonathan Lastra ‏  | إسبانيا         | كاجا رورال-سيغوروس ‏     | + 24 ث        |  |
| 5             | لورينزو فورتوناتو | إيطاليا         | إيولو كوميت ‏            | + 24 ث        |  |
| 6             | نيكولاس ايديت     | فرنسا           | اركيا سامسيك            | + 24 ث        |  |
| 7             | داميان هاوسون     | أستراليا        | Team BikeExchange-Jayco | + 24 ث        |  |
| 8             | إيفان سوسا        | كولومبيا        | موفيستار                | + 24 ث        |  |
| 9             | جواكيم سيلفا ‏     | البرتغال        | إيفابيل سيلينج ‏         | + 24 ث        |  |
| 10            | Mikel Bizkarra ‏   | إسبانيا         | أوسكالتيل أوسكادي ‏      | + 24 ث        |  |

### مرحلة 2
هي مرحلة جبلية، أقيمت في 30 أبريل 2022، وامتدّت لمسافة 202 كيلومتر. فاز بالمرحلة إيفان سوسا، وكان متصدر الترتيب العام في نهاية المرحلة إيفان سوسا، وكان المتصدر حسب ترتيب النقاط إيفان سوسا، وكان المتصدر في ترتيب التسلق إسحاق كانتون ‏، وتصدر ترتيب السرعة خيسوس إيزكيرا، وتصدر ترتيب النقاط للشباب Igor Arrieta ‏، ومتصدر ترتيب الفرق 2022 أركيا سامسيك.
| التصنيف العام | التصنيف العام     | التصنيف العام | التصنيف العام       | التصنيف العام  |  |
| العداء        | العداء            | البلد         | الفريق              | الوقت          |  |
| ------------- | ----------------- | ------------- | ------------------- | -------------- |  |
| 1             | إيفان سوسا        | كولومبيا      | موفيستار            | 10 س 29 د 27 ث |  |
| 2             | لورينزو فورتوناتو | إيطاليا       | إيولو كوميت ‏        | + 15 ث         |  |
| 3             | نيكولاس ايديت     | فرنسا         | اركيا سامسيك        | + 44 ث         |  |
| 4             | Mikel Bizkarra ‏   | إسبانيا       | أوسكالتيل أوسكادي ‏  | + 44 ث         |  |
| 5             | أنطونيو بيدرو     | إسبانيا       | موفيستار            | + 48 ث         |  |
| 6             | Igor Arrieta ‏     | إسبانيا       | Equipo Kern Pharma ‏ | + 56 ث         |  |
| 7             | كريستيان رودريغيز | إسبانيا       | TotalEnergies       | + 1 د 18 ث     |  |
| 8             | Gotzon Martín ‏    | إسبانيا       | أوسكالتيل أوسكادي ‏  | + 1 د 48 ث     |  |
| 9             | Kévin Vauquelin ‏  | فرنسا         | اركيا سامسيك        | + 2 د 32 ث     |  |
| 10            | جواكيم سيلفا ‏     | البرتغال      | إيفابيل سيلينج ‏     | + 2 د 32 ث     |  |

### مرحلة 3
هي مرحلة جبلية، أقيمت في 1 مايو 2022، وامتدّت لمسافة 120.5 كيلومتر. فاز بالمرحلة سيمون ييتس، وكان متصدر الترتيب العام في نهاية المرحلة إيفان سوسا، وكان المتصدر في ترتيب التسلق إسحاق كانتون ‏، وتصدر ترتيب السرعة خيسوس إيزكيرا، ومتصدر ترتيب الفرق 2022 أركيا سامسيك.

## التصنيف العام النهائي
| التصنيف العام         | التصنيف العام     | التصنيف العام | التصنيف العام       | التصنيف العام  |
| العداء                | العداء            | البلد         | الفريق              | الوقت          |
| --------------------- | ----------------- | ------------- | ------------------- | -------------- |
| 1                     | إيفان سوسا        | كولومبيا      | موفيستار            | 12 س 27 د 12 ث |
| 2                     | لورينزو فورتوناتو | إيطاليا       | إيولو كوميت ‏        | + 15 ث         |
| 3                     | نيكولاس ايديت     | فرنسا         | اركيا سامسيك        | + 44 ث         |
| 4                     | Mikel Bizkarra ‏   | إسبانيا       | أوسكالتيل أوسكادي ‏  | + 44 ث         |
| 5                     | أنطونيو بيدرو     | إسبانيا       | موفيستار            | + 48 ث         |
| 6                     | Igor Arrieta ‏     | إسبانيا       | Equipo Kern Pharma ‏ | + 56 ث         |
| 7                     | Kévin Vauquelin ‏  | فرنسا         | اركيا سامسيك        | + 2 د 28 ث     |
| 8                     | Gotzon Martín ‏    | إسبانيا       | أوسكالتيل أوسكادي ‏  | + 2 د 46 ث     |
| 9                     | جواكيم سيلفا ‏     | البرتغال      | إيفابيل سيلينج ‏     | + 3 د 04 ث     |
| 10                    | الكسيس فويليرموز  | فرنسا         | TotalEnergies       | + 3 د 14 ث     |
| مصدر: ProCyclingStats |                   |               |                     |                |

### تصنيف النقاط
| تصنيف النقاط          | تصنيف النقاط      | تصنيف النقاط    | تصنيف النقاط            | تصنيف النقاط |
| العداء                | العداء            | البلد           | الفريق                  | النقاط       |
| --------------------- | ----------------- | --------------- | ----------------------- | ------------ |
| 1                     | سيمون ييتس        | المملكة المتحدة | Team BikeExchange-Jayco | 50 نقطة      |
| 2                     | فينتشنزو ألبانيز  | إيطاليا         | إيولو كوميت ‏            | 40 نقطة      |
| 3                     | لورينزو فورتوناتو | إيطاليا         | إيولو كوميت ‏            | 38 نقطة      |
| 4                     | إيفان سوسا        | كولومبيا        | موفيستار                | 36 نقطة      |
| 5                     | الكسيس فويليرموز  | فرنسا           | TotalEnergies           | 31 نقطة      |
| مصدر: ProCyclingStats |                   |                 |                         |              |

### تصنيف الجبال
| تصنيف الجبال          | تصنيف الجبال     | تصنيف الجبال    | تصنيف الجبال            | تصنيف الجبال |
| العداء                | العداء           | البلد           | الفريق                  | النقاط       |
| --------------------- | ---------------- | --------------- | ----------------------- | ------------ |
| 1                     | إسحاق كانتون ‏    | إسبانيا         | Manuela Fundación ‏      | 13 نقطة      |
| 2                     | سيمون ييتس       | المملكة المتحدة | Team BikeExchange-Jayco | 11 نقطة      |
| 3                     | إيفان سوسا       | كولومبيا        | موفيستار                | 10 نقطة      |
| 4                     | Xavier Cañellas ‏ | إسبانيا         | جيوس كيوي أتلانتيكو ‏    | 10 نقطة      |
| 5                     | Txomin Juaristi ‏ | إسبانيا         | أوسكالتيل أوسكادي ‏      | 9 نقطة       |
| مصدر: ProCyclingStats |                  |                 |                         |              |

## تصنيف الفرق

### الفرق حسب الوقت
| تصنيف الفرق حسب الوقت | تصنيف الفرق حسب الوقت   | تصنيف الفرق حسب الوقت | تصنيف الفرق حسب الوقت |
| الفريق                | الفريق                  | البلد                 | الوقت                 |
| --------------------- | ----------------------- | --------------------- | --------------------- |
| 1                     | اركيا سامسيك            | فرنسا                 | 37 س 27 د 43 ث        |
| 2                     | موفيستار                | إسبانيا               | + 2 د 40 ث            |
| 3                     | TotalEnergies           | فرنسا                 | + 3 د 50 ث            |
| 4                     | أوسكالتيل أوسكادي 2022 ‏ | إسبانيا               | + 4 د 14 ث            |
| 5                     | كيرن فارما 2022 ‏        | إسبانيا               | + 20 د 27 ث           |
| مصدر: ProCyclingStats |                         |                       |                       |

## تصانيف فرعية

### تصنيف أفضل عداء
| تصنيف أفضل عداء       | تصنيف أفضل عداء | تصنيف أفضل عداء | تصنيف أفضل عداء | تصنيف أفضل عداء |
| العداء                | العداء          | البلد           | الفريق          | النقاط          |
| --------------------- | --------------- | --------------- | --------------- | --------------- |
| 1                     | خيسوس إيزكيرا   | إسبانيا         | برجس بي إتش ‏    |                 |
| مصدر: ProCyclingStats |                 |                 |                 |                 |

### تصنيف أفضل شاب
| تصنيف أفضل شاب        | تصنيف أفضل شاب    | تصنيف أفضل شاب | تصنيف أفضل شاب      | تصنيف أفضل شاب |
| العداء                | العداء            | البلد          | الفريق              | الوقت          |
| --------------------- | ----------------- | -------------- | ------------------- | -------------- |
| 1                     | Igor Arrieta ‏     | إسبانيا        | Equipo Kern Pharma ‏ | 12 س 28 د 08 ث |
| 2                     | Kévin Vauquelin ‏  | فرنسا          | اركيا سامسيك        | + 1 د 32 ث     |
| 3                     | Unai Iribar ‏      | إسبانيا        | أوسكالتيل أوسكادي ‏  | + 9 د 07 ث     |
| 4                     | Alessandro Verre ‏ | إيطاليا        | اركيا سامسيك        | + 11 د 05 ث    |
| 5                     | Alan Jousseaume ‏  | فرنسا          | TotalEnergies       | + 13 د 33 ث    |
| مصدر: ProCyclingStats |                   |                |                     |                |

## وصلات خارجية
- الموقع الرسمي
- لمحة عن سباق فولتا أستورياس 2022 على موقع  ProCyclingStats   (برو  سايكلنج  ستاتس) - إحصاءات  محترفي  الدراجات.
- فولتا أستورياس 2022 على موقع إحصائيات الدراجات الإحترافية (الإنجليزية)